# 普雷欧博卡日
普雷欧博卡日（法語：Préaux-Bocage，法語發音：[pʁeo bɔkaʒ] ⓘ）是法国卡尔瓦多斯省的一个市镇，属于卡昂区。

## 地理
普雷欧博卡日（49°3'22"N, 0°31'17"W）面积4.32 平方千米，位于法国诺曼底大区卡爾瓦多斯省，该省份为法国西北部沿海省份，北濒大西洋英吉利海峡，东北与滨海塞纳省以海上边界相接，东临厄尔省，南至奧恩省，西与芒什省接壤。
与普雷欧博卡日接壤的市镇（或旧市镇、城区）包括：拉凯讷、阿容河畔迈松塞勒、蒙蒂尼、圣奥诺里讷迪费、奥恩河畔蒙蒂耶尔。

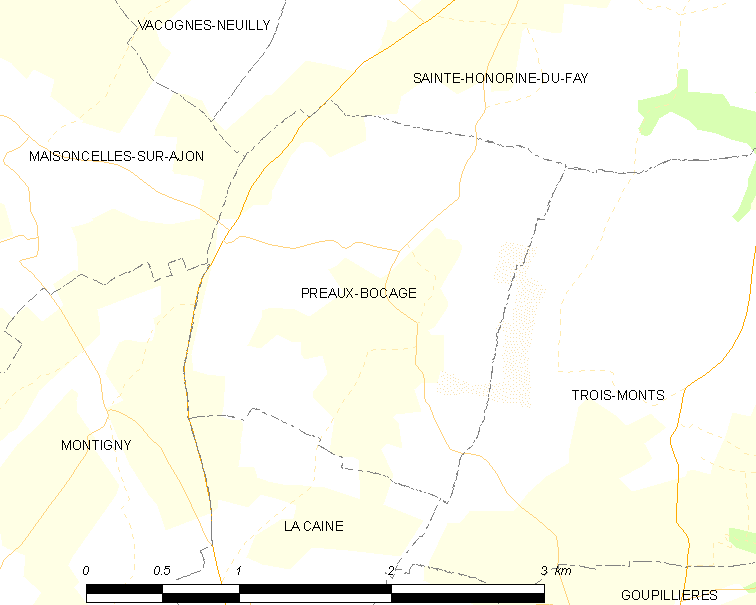
普雷欧博卡日的OSM定位图

普雷欧博卡日的时区为UTC+01:00、UTC+02:00（夏令时）。

## 行政
普雷欧博卡日的邮政编码为14210，INSEE市镇编码为14519。

## 政治
普雷欧博卡日所属的省级选区为埃夫勒西县。

## 人口

1962-2008年间普雷欧博卡日人口变化图示

普雷欧博卡日于2022年1月1日时的人口数量为113人。